# استیو راجرز
استیون گرانت راجرز یک شخصیت داستانی است که توسط کریس ایوانز در یکی از فیلم‌های خودش (اولین انتقام جو) در دنیای سینمایی مارول معرفی شده‌است، که بر اساس شخصیت مارول کامیکس به همین نام است و به‌طور معمول به عنوان کاپیتان آمریکا شناخته شده‌است. در فیلم‌ها، استیو راجرز سرباز ارتش ایالات متحده آمریکا است که توانایی‌های جسمی و روحی خود را با سرم «سرباز فوق‌العاده» توسعه یافته و توسط ارتش افزایش داده و بعد از آن ۷۰ سال در یخ منجمد شد. وی رهبر گروه انتقام‌جویان است.
او در انتقام جویان ۴ با سفر به دنیای کوانتومی همراه با اونجرز سعی داشت که اوضاع را به حالت سابق برگرداند ، و سرانجام به عقب بازگشت و با معشوقه قدیمی خود ، پگی کارتر زندگی کرد و پیر شد